# ديفيد بيرغمان
ديفيد بيرغمان (بالإنجليزية: David Bergman)‏ هو صحفي أمريكي، ولد في 1950.